# Видела је моја мајка/Кад бих могла опет да се родим
Видела је моја мајка/Кад бих могла опет да се родим је пета по реду сингл-плоча Снежане Ђуришић. Издата је 16. јануара 1974. године за Југотон.

## Песме
| Страна | Песма                          | Аутор музике    | Аутор текста         |
| ------ | ------------------------------ | --------------- | -------------------- |
| А      | Видела је моја мајка           | Данило Живковић | Живорад Милосављевић |
| Б      | Кад бих могла опет да се родим | Данило Живковић | Сафет Кафеџић        |